# Slaget om Petsamo
Slaget om Petsamo udkæmpedes mellem finske og sovjetiske tropper i petsamoområdet i det nordlige Finland i vinteren 1939-1940. De finske tropper var talmæssigt underlegne men formåede at stå imod de sovjetiske styrker ved at udnytte det ekstreme vejr og terrænet.

## Styrker

### Finland
De finske tropper bestod af det udskilte 10. kompagni (10.Er.K) i Parkkina og det udskilte 5. batteri (5.Er.Ptri) i Limhammar. De tildelte kompagnier og batterier hørte ikke til nogen specifik division i den finske hær og kunne derfor placeres i ad hoc-formationer. Tropperne udgjorde dele af Lapplandsgruppen (Lapin Ryhmä) i den finske hær med hovedkvarter i Rovaniemi. Tropperne blev senere forstærkede med de udskilte 11. og 3. kompagnier, hvilket ikke var overensstemmende med den oprindelige mobiliseringsplan. Selv den lille 11. rekognosceringsafdeling (Tiedusteluosasto 11) blev føjet til tropperne. Disse tropper blev samlet kaldet "Afdeling Pennanen" (Osasto Pennanen) efter lederen kapteeni Antti Pennanen.

### Sovjetunionen
Sovjetunionen havde den 14. armé på Kolahalvøen. Arméen bestod af tre divisioner (104. bjergjæger- samt 52. og 14. division). Kun den 104. og 52. division deltog i operationerne ved Petsamo. Sovjetunionen havde et langt større antal tropper i området sammenlignet med Finland.

## Kampene
Dele af Sovjetunionens 104. division overskred grænsen den 30. november 1939 og besatte den finske del af Fiskerhalvøen. Det 242. infanteriregiment fra 104. division nåede Parkkina den 1. december. De finske tropper trak sig tilbage til Luostari. Den 52. division blev transporteret til Petsamo med båd og overtog angrebet efter den 104. og pressede Afdeling Pennanen tilbage til Höyhenjärvi, da det lykkedes at stoppe angrebet den 18. december. Under de to følgende måneder stod de sovjetiske styrker stille. Under denne periode foretog finnerne flere rekognoscerings- og guerillaangreb bag fjendens linjer. Efter to måneders pause genoptog de sovjetiske styrker deres angreb, og angrebet den 25. februar tvang de finske styrker tilbage til Nautsi nær Enaresøen. Her stabiliserede fronten sig frem til slutningen af Vinterkrigen (marts 1940).

## Freden
Ved Fredstraktaten i Moskva i 1940 blev Finland tvunget til at overdrage dele af sit territorium til Sovjetunionen. Blandt de afståede områder var den finske del af Fiskerhalvøen i det nordligste Petsamo.
Sovjetunionen besatte hele Petsamoområdet efter Fortsættelseskrigen i 1944.